# Jon Ola Sand
Jon Ola Sand (ur. 21 grudnia 1961 w Oslo) – norweski producent wykonawczy, dyrektor generalny i reżyser.

## Kariera telewizyjna
W 1980 zagrał w dramacie obyczajowym At dere tør! Lasse Glomma.
Wieloletni pracownik norweskiego nadawcy publicznego Norsk Rikskringkasting (NRK). Przez ponad 15 lat zdobywał doświadczenie w pracy przy głównych produkcjach NRK i stacji TV2, jak również przy niezależnych dziełach telewizyjnych.
Jest członkiem Międzynarodowej Akademii Sztuki Telewizyjnej i Nauki, która corocznie rozdaje nagrody Emmy za produkcje telewizyjne.

### Konkurs Piosenki Eurowizji
Był reżyserem międzynarodowych imprez kulturalnych, m.in. koncertu z okazji rozdania Pokojowej Nagrody Nobla, ceremonii rozdania norweskich nagród filmowych, a także konkursu Melodi Grand Prix, stanowiącego norweskie preselekcje do Konkursu Piosenki Eurowizji.
W latach 1998–2005 pełnił funkcję szefa norweskiej delegacji Konkursu Piosenki Eurowizji. 26 listopada 2010 Europejska Unia Nadawców poinformowała, że został wybrany na głównego inspektora wykonawczego Konkursu Piosenki Eurowizji. Kompetencje otrzymał 1 stycznia 2011. Przejmując swoją funkcję, został jednocześnie liderem sztabu managerów wykonawczych projektów, które organizowane są przez Europejską Unię Nadawców.
30 września 2019 zapowiedział ustąpienie z funkcji po rozegraniu finału 65. Konkursie Piosenki Eurowizji w maju 2020. Na stanowisku producenta wykonawczego zastąpił go Martin Österdahl.

## Życie prywatne
Mieszka w Genewie, ma również dom w Oslo.

## Filmografia
Opracowano na podstawie materiału źródłowego.
- 1980: At dere tør! (aktor)
- 2001: Lenge leve livet (reżyser)
- 2003: Nordisk julkonsert (producent)